# КК Свонс Гмунден
КК Свонс Гмунден (енгл. Basket Swans Gmunden) аустријски је кошаркашки клуб из Гмундена. Тренутно се такмичи у Бундеслиги Аустрије.

## Историја
Клуб је основан 1966. године, али је тек од 2003. почео да постиже запаженије резултате. У периоду од 2005. до 2007. везао је прве три титуле националног првака, а до четврте је стигао 2010. године. Први трофеј у историји клуба освојио је у Купу Аустрије 2003. године, а од тада је још пет пута био победник овог такмичења. Девет пута је тријумфовао у националном суперкупу.
У сезони 2007/08. клуб се надметао у УЛЕБ купу и стигао је до шеснаестине финала. У сезонама 2005/06. и 2008/09. био је учесник ФИБА Еврочеленџа, али је оба пута елиминисан већ у првој групној фази.

## Успеси

### Национални
- Првенство Аустрије:
  - Првак (6): 2005, 2006, 2007, 2010, 2021, 2023.
  - Вицепрвак (8): 2003, 2004, 2009, 2011, 2012, 2018, 2019, 2022.

- Куп Аустрије:
  - Победник (7): 2003, 2004, 2008, 2010, 2011, 2012, 2023.
  - Финалиста (4): 2014, 2018, 2019, 2021.

- Суперкуп Аустрије:
  - Победник (10): 2004, 2005, 2006, 2007, 2008, 2010, 2011, 2021, 2022, 2023.
  - Финалиста (4): 2003, 2012, 2018, 2019.